# Equiprobabilidad
La equiprobabilidad es una constancia o evento en la teoría de probabilidad, en que todos los resultados posibles son igualmente probables.
Por ejemplo, en cada lanzamiento de una moneda la probabilidad de obtener "Cara" es igual a la probabilidad de obtener "Cruz". En este caso, el universo de las consecuencias posibles, representado por el conjunto {cara, cruz}, es equiprobable.
En un universo equiprobable conteniendo n elementos, la probabilidad de un evento unitario es: P = 1/n.
Fue tomando como base un universo de eventos equiprobables que Pierre-Simon Laplace sentó las bases del cálculo de probabilidades, en su Essai Philosophique sur les Probabilités, de 1814. En su teoría Laplace procura reducir "todos los eventos de un mismo tipo a un cierto número
de casos igualmente posibles".